# Boreus elegans
Boreus elegans är en näbbsländeart som beskrevs av Carpenter 1935. Boreus elegans ingår i släktet Boreus och familjen snösländor. Inga underarter finns listade i Catalogue of Life.